# Ang’angxi
Der Stadtbezirk Ang’angxi (chinesisch 昂昂溪區 / 昂昂溪区, Pinyin Áng’ángxī Qū) ist ein Stadtbezirk der bezirksfreien Stadt Qiqihar in der chinesischen Provinz Heilongjiang. Er hat eine Fläche von 728,4 km² und zählt 67.824 Einwohner.

## Administrative Gliederung

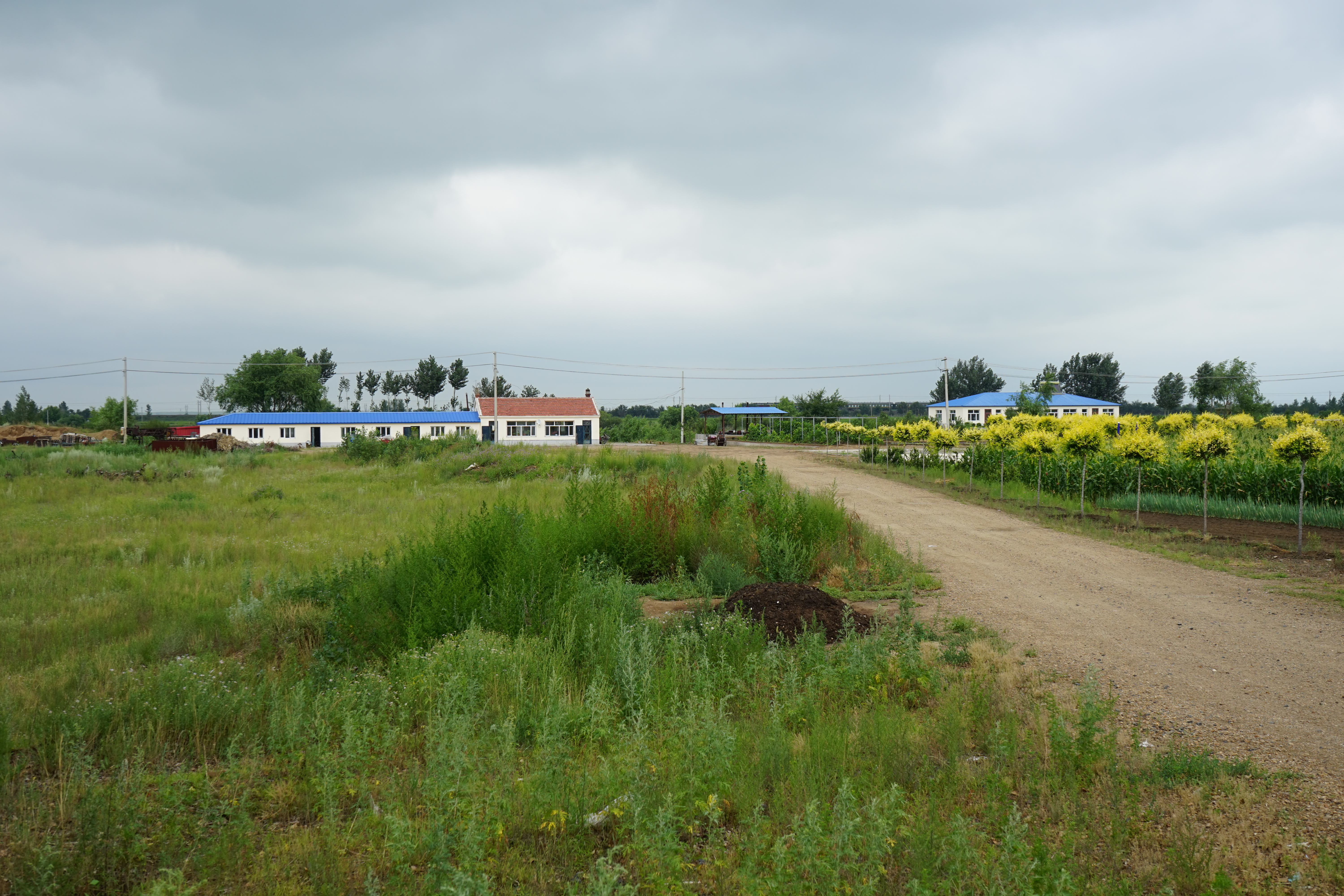
Ländliche Gegend in Ang’angxi

Ang’angxi setzt sich aus vier Straßenvierteln und zwei Gemeinden zusammen. Diese sind:
- Straßenviertel Xinxing (新兴街道)
- Straßenviertel Xinjian (新建街道)
- Straßenviertel Linji (林机街道)
- Straßenviertel Daobei (道北街道)
- Großgemeinde Yushutun (榆树屯镇)
- Großgemeinde Shuishiying der Mandschu (水师营满族镇)